# مارك مولان
مارك مولان هو منتج راديو ‏ وعازف بيانو وكاتب أغاني وصحفي وكاتب سيناريو واقتصادي ومنتج أسطوانات وكاتب بلجيكي، ولد في 16 أغسطس 1942 في إيكسل في بلجيكا، وتوفي بنفس المكان في 26 سبتمبر 2008 بسبب سرطان المريء.

## وصلات خارجية
- الموقع الرسمي
- مارك مولان على موقع IMDb (الإنجليزية)
- مارك مولان على موقع ميوزك برينز (الإنجليزية)
- مارك مولان على موقع أول ميوزيك (الإنجليزية)
- مارك مولان على موقع ديسكوغز (الإنجليزية)